# Балахлей
Балахле́й (рос. Балахлей) — присілок у складі Аромашевського району Тюменської області, Росія.
Населення — 74 особи (2010, 91 у 2002).
Національний склад станом на 2002 рік:
- татари — 76 %